# Myykkiösaari
Myykkiösaari är en ö i Finland. Den ligger i sjön Kukasjärvi och i kommunen Mäntyharju i den ekonomiska regionen  S:t Michel och landskapet Södra Savolax, i den södra delen av landet, 170 km nordost om huvudstaden Helsingfors. Öns area är 1,1 hektar och dess största längd är 170 meter i nord-sydlig riktning.